# لورا رايت (مؤلفة)
لورا رايت (بالإنجليزية: Laura Wright)‏ (1970، مينيسوتا في الولايات المتحدة)؛ كاتِبة وروائية أمريكية.